# Torre de Sant Jordi d'Alfama

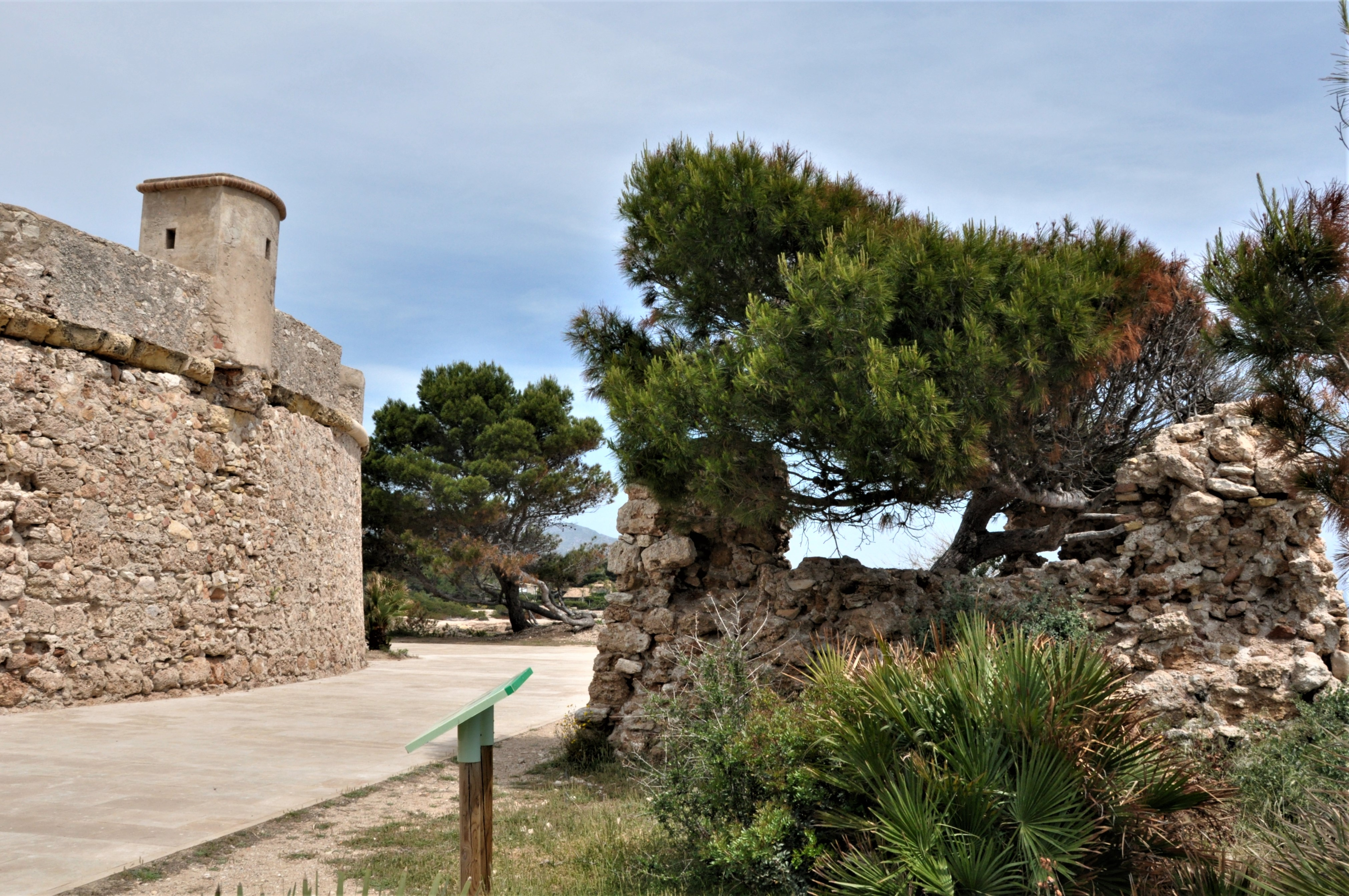
La torre al costat del castell de Sant Jordi d'Alfama

La Torre de Sant Jordi d'Alfama o Torre de Salim és una torre de telegrafia òptica situada a tocar del castell de Sant Jordi d'Alfama, al municipi de l'Ametlla de Mar (Baix Ebre). En estat ruïnós, queden algunes restes de la planta baixa.
Es va construir on probablement abans hi havia una torre de defensa antiga, anomenada torre de Salim, de la que es tenen referències, però no es coneix la seva ubicació exacta. Està declarat Bé Cultural d'Interès Nacional.
La torre de telegrafia òptica es va construir al segle xix, cap el 1851, amb la configuració típica d'aquestes torres: talaies quadrades, de tres alçades, amb una planta baixa i dues plantes pis, d'altura total aproximada d'uns tres metres entre sostres i una coberta plana on s'ubicava la maquinària per fer els senyals de comunicació, amb espitlleres a la base per a la seva defensa, i que fossin meitat fortificació, meitat lloc per viure i treballar. Va estar en servei uns pocs anys.